# Ea Tân
Ea Tân là một xã thuộc huyện Krông Năng, tỉnh Đắk Lắk, Việt Nam.
Xã Ea Tân có diện tích 53,53 km², dân số năm 2003 là 8.681 người, mật độ dân số đạt 162 người/km².